# Amalija Regent
Amalija Regent slovenska politična delavka, * 24. september 1888, Gorenja Trebuša, † 11. maj 1970, Celje.

## Življenje in delo
Malka Amalija Ličar, poročena Regent, je že zelo mlada je odšla v Trst. Tu se je leta 1912 pri društvu Ljudski oder seznanila z Ivanom Regentom in se z njim leta 1915 poročila. Življenje je najtesneje povezala s politično aktivnostjo svojega moža. Spremljala ga je v emigracijo in mu pomagala v političnem delovanju. Kot politična izseljenka je več let preživela v Moskvi. Politično je delovala v tovarni v kateri je bila zaposlena. Med 2. svetovno vojno je bila napovedovalka slovenskih oddaj radia Moskva. Po vojni je več let politično delovala v Trstu.